# Suore del Santo Angelo custode
Le Suore del Santo Angelo Custode (in spagnolo Hermanas del Angel de la Guarda) sono un istituto religioso femminile di diritto pontificio: le suore di questa congregazione pospongono al loro nome la sigla S.A.C.

## Storia
Le origini della congregazione risalgono alla scuola aperta nel 1833 a Quillan dal sacerdote Louis-Antoine Ormières: chiese a Gabriel Deshayes di inviare una comunità di suore dell'istruzione cristiana, ma la richiesta non poté essere accolta immediatamente.
Il 3 dicembre 1839 Julienne-Marie Lavrillouz, insieme con due compagne e con il consenso di Deshayes, lasciò le suore dell'istruzione cristiana e partì per Quillan, dove diede inizio alla nuova congregazione.
Inizialmente la comunità di Quillan figurò come filiale dell'istituto di Saint-Gildas-des-Bois, ma con decreto di Napoleone III dell'11 dicembre 1852 fu riconosciuta come congregazione autonoma; nel 1859 la casa-madre fu trasferita a Montauban.
Le suore si diffusero rapidamente in tutto il Mezzogiorno della Francia assumendo la direzione di scuole e asili; nel 1861 fondarono la loro prima missione in Ecuador e nel 1863, insieme coi i missionari del seminario di Lione, raggiunsero il Dahomey.
Quando le leggi anticongregazioniste non consentirono più alle religiose di operare liberamente in Francia, l'istituto si trasferì in Spagna, dove era presente dal 1864, e nel 1922 vi venne stabilita anche la casa generalizia.
La congregazione ricevette il pontificio decreto di lode il 10 maggio 1895 e l'approvazione definitiva da parte della Santa Sede il 27 agosto 1902; le sue costituzioni furono approvate temporaneamente il 18 dicembre 1934 e definitivamente l'11 maggio 1942.

## Attività e diffusione
Le suore si dedicano all'istruzione e all'educazione cristiana della gioventù e all'assistenza agli ammalati in ospedali e a domicilio.
Sono presenti in Europa (Francia, Germania, Italia, Spagna), nelle Americhe (Colombia, Ecuador, El Salvador, Messico, Nicaragua, Stati Uniti d'America, Venezuela), in Africa (Costa d'Avorio, Guinea Equatoriale, Mali) e in Giappone; la sede generalizia è a Madrid.
Alla fine del 2008 la congregazione contava 523 religiose in 90 case.